# 杨浚 (科技管理专家)
杨浚（？—1999年1月8日），男，福建福州人，中华人民共和国科技管理专家，曾任国家科学技术委员会副主任，第七届全国人大代表、常委会委员。